# Sikkim-Pfeifhase
Der Sikkim-Pfeifhase (Ochotona sikimaria (Synonym: Ochotona thibetana sikimaria)) ist eine Säugetierart aus der Familie der Pfeifhasen (Ochotonidae) innerhalb der Hasenartigen (Lagomorpha). Ihr Verbreitungsgebiet befindet sich im Bundesstaat Sikkim im Himalaya im nördlichen Indien. Die Tiere wurden lange als Unterart des Moupin-Pfeifhasen (Ochotona thibetana) betrachtet und 2016 aufgrund molekularbiologischer Merkmale in den Artstatus erhoben.

## Merkmale
Der Sikkim-Pfeifhase unterscheidet sich in den äußerlichen Merkmalen und Schädelmaßen nicht signifikant vom Moupin-Pfeifhasen (Ochotona thibetana) und dem Gansu-Pfeifhasen (Ochotona cansus), alle Merkmale liegen in der Variationsbreite dieser beiden Arten. Eine Abgrenzung der Arten erfolgte allein anhand genetischer und molekularbiologischer Merkmale.

## Verbreitung
Der Sikkim-Pfeifhase lebt im Bundesstaat Sikkim im Himalaya im nördlichen Indien. Eine Suche nach Vertretern der Art in angrenzenden Regionen Indiens brachten keine Funde. Die Verbreitungsgebiete der nächsten Populationen des Moupin-Pfeifhasen und des Gansu-Pfeifhasen befinden sich mehr als 1200 Kilometer von denen des Ochotona sikimaria entfernt, Überlappungen gibt es mit dem Verbreitungsgebiet des Schwarzlippigen Pfeifhasen (Ochotona curzoniae).

## Lebensweise
Der Lebensraum von Ochotona sikimaria befindet sich im Hochgebirge des Himalaya in Höhen von etwa 2600 bis fast 5000 Metern, wobei die Tiere vor allem Rhododendron-Bestände als Habitate nutzen. Über die Lebensweise der Tiere liegen keine Angaben vor, da sie bislang als Unterart des Moupin-Pfeifhasen behandelt und nicht separat untersucht wurde. Wie alle Pfeifhasen ernährt sich der Sikkim-Pfeifhase von Pflanzenmaterial, wahrscheinlich nutzt er Felsspalten als Verstecke und Baue.

## Systematik
Der Sikkim-Pfeifhase wird seit 2016 als eigenständige Art den Pfeifhasen (Gattung Ochotona) betrachtet. Die wissenschaftliche Erstbeschreibung stammt von Oldfield Thomas aus dem Jahr 1922. Er wurde dem Moupin-Pfeifhasen (Ochotona thibetana) als Unterart zugeordnet, anhand einer umfassenderen Analyse vor allem aufgrund molekularbiologischer Daten der mitochondrialen DNA im Jahr 2016 in den Artstatus erhoben. Den Ergebnissen zufolge besteht eine nahe Verwandtschaft vor allem zum Gansu-Pfeifhasen (Ochotona cansus), von dem Ochotona sikimaria vor etwa 1,5 Millionen Jahren genetisch getrennt wurde und sich als eigene Art etablieren konnte.
Neben der Nominatform werden keine Unterarten unterschieden.

## Gefährdung und Schutz
Der Sikkim-Pfeifhase wird von der International Union for Conservation of Nature and Natural Resources (IUCN) aktuell noch nicht als eigenständige Art betrachtet und somit nicht eingeordnet. Im Eintrag des Moupin-Pfeifhasen wird allerdings auf den neuen Artstatus sowie auf weitere mögliche kryptische Arten hingewiesen. Chapman & Flux wiesen bereits 1990 auf die besondere Bedrohung der damaligen Unterart Ochotona thibetana sikimaria im Norden Indiens durch den Rückgang der verfügbaren Lebensräume und vor allem durch die Zerstörung der Rhododendron-Bestände infolge der Ausbreitung von landwirtschaftlichen Flächen und Siedlungsgebieten.

## Belege
1. 1 2 3 4 5  N. Dahal, A.A. Lissovsky, Z. Lin, K. Solari, E.A. Hadly, X. Zhan, U. Ramakrishnan: Genetics, morphology and ecology reveal a cryptic pika lineage in the Sikkim Himalaya. Molecular Phylogenetics and Evolution 106, 2016; S. 55–60. doi:10.1016/j.ympev.2016.09.015
2. ↑   New species of pika found in Sikkim The Hindu, 26. September 2016; abgerufen am 12. April 2018.
3. 1 2  Joseph A. Chapman, John E. C. Flux (Hrsg.): Rabbits, Hares and Pikas. Status Survey and Conservation Action Plan. (Memento des Originals vom 14. Januar 2009 im Internet Archive)  Info: Der Archivlink wurde automatisch eingesetzt und noch nicht geprüft. Bitte prüfe Original- und Archivlink gemäß Anleitung und entferne dann diesen Hinweis. (PDF-Datei; 10,74 MB) International Union for Conservation of Nature and Natural Resources (IUCN), Gland 1990; S. 52–53. ISBN 2-8317-0019-1.
4. ↑  Don E. Wilson & DeeAnn M. Reeder (Hrsg.): Ochotona (Ochotona) thibetana sikimaria in Mammal Species of the World. A Taxonomic and Geographic Reference (3rd ed).
5. ↑  A.A. Lissovsky: Moupin Pika – Ochotona thibetana. In: Don E. Wilson, T.E. Lacher, Jr., Russell A. Mittermeier (Herausgeber): Handbook of the Mammals of the World: Lagomorphs and Rodents 1. (HMW, Band 6), Lynx Edicions, Barcelona 2016; S. 47. ISBN 978-84-941892-3-4.
6. ↑  Ochotona thibetana in der Roten Liste gefährdeter Arten der IUCN 2017-3. Eingestellt von: Andrew T. Smith, S. Liu, 2016. Abgerufen am 12. April 2018.